# 87. ročník udílení Oscarů
87. ročník udílení Oscarů se konal 22. února 2015 v Dolby Theatre (dříve Kodak Theatre) v Hollywoodu v Los Angeles. Nominace byly vyhlášeny prezidentkou Akademie Cheryl Boone Isaacs, režisérem J. J. Abramsem a hercem Chrisem Pinem dne 15. ledna 2015. Galavečerem poprvé provázel herec Neil Patrick Harris. Nejvíc Oscarů získaly filmy Birdman a Grandhotel Budapešť, a to čtyři. Film Whiplash získal ocenění tři.
Dne 8. listopadu 2014 Akademie ocenila na svém tradičním slavnostním večeru Governors Awards některé tvůrce speciálními cenami. Dne 7. února 2015 Akademie ocenila ty, kteří filmu přispívají po technické stránce. Tímto večerem provázeli Miles Teller a Margot Robbie.

## Uvádějící
- Cedering Fox
- Lupita Nyong'o
- Liam Neeson
- Dakota Johnsonová
- Jennifer Lopez
- Chris Pine
- Reese Witherspoonová
- Channing Tatum
- Chiwetel Ejiofor
- Nicole Kidmanová
- Shirley MacLaine
- Marion Cotillard
- Jason Bateman
- Kerry Washingtonová
- Viola Davis
- Gwyneth Paltrow
- Margot Robbie
- Miles Teller
- Chris Evans
- Sienna Miller
- Jared Leto
- Josh Hutcherson
- Ansel Elgort
- Chloë Moretzová
- Kevin Hart
- Anna Kendrick
- Dwayne Johnson
- Zoe Saldana
- Cheryl Boone Issacs
- Chris Pratt
- Felicity Jones
- Jessica Chastainová
- Idris Elba
- Meryl Streepová
- Benedict Cumberbatch
- Naomi Wattsová
- Terrene Howard
- Jennifer Aniston
- David Oyelowo
- Octavia Spencerová
- Idina Menzel
- John Travolta
- Scarlett Johanssonová
- Julie Andrewsová
- Eddie Murphy
- Oprah Winfreyová
- Ben Affleck
- Cate Blanchettová
- Matthew McConaughey
- Sean Penn

## Účinkující
- Stephen Oremus - orchestr
- Jack Black, Neil Patrick Harris a Anna Kendrick - „Moving Pictures“ - zahajující segment
- Maroon 5 - „Lost Stars“ (z filmu Love Song)
- Will Arnett, Mark Mothersbaugh, Questlove, Tegan and Sara a The Lonely Island - „Everything Is Awesome“ (z filmu LEGO příběh)
- Tim McGraw - „I'm Not Gonna Miss You“ (z filmu Glen Campbell: I'll Be Me)
- Rita Ora - „Grateful“ (z filmu Beyond the Lights)
- Jennifer Hudson - „I Can't Let Go“ (při vzpomínkovém segmentu)
- Common a John Legend - „Glory“ (z filmu Selma)
- Lady Gaga - „The Sound of Music“, „My Favorite Things“, „Edelweiss“ a „Clim Ev'ry Mountain“ (z filmu Za zvuků hudby)

## Nominace

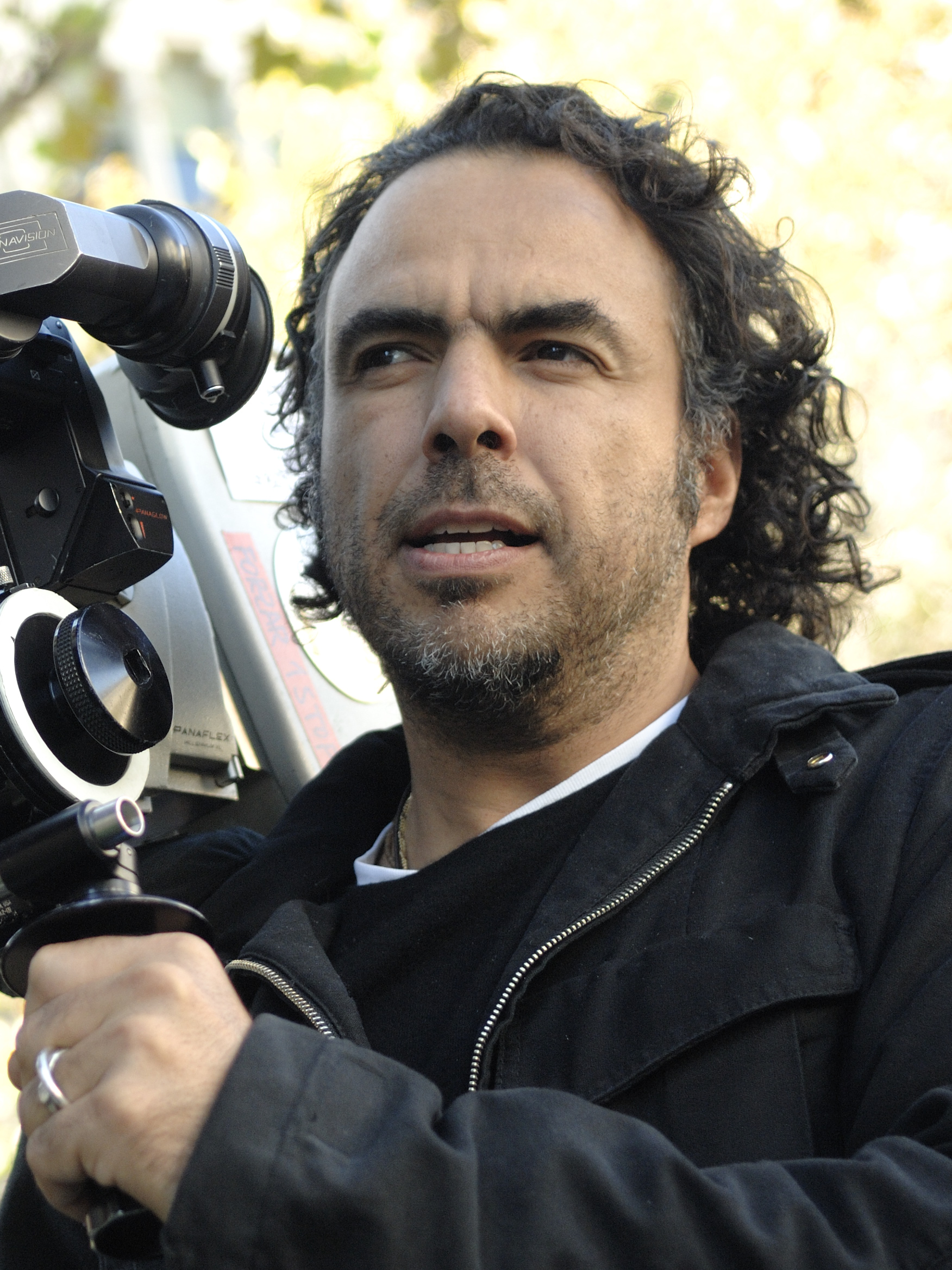
Nejlepší režie Alejandro González Iñárritu

### Nejlepší film

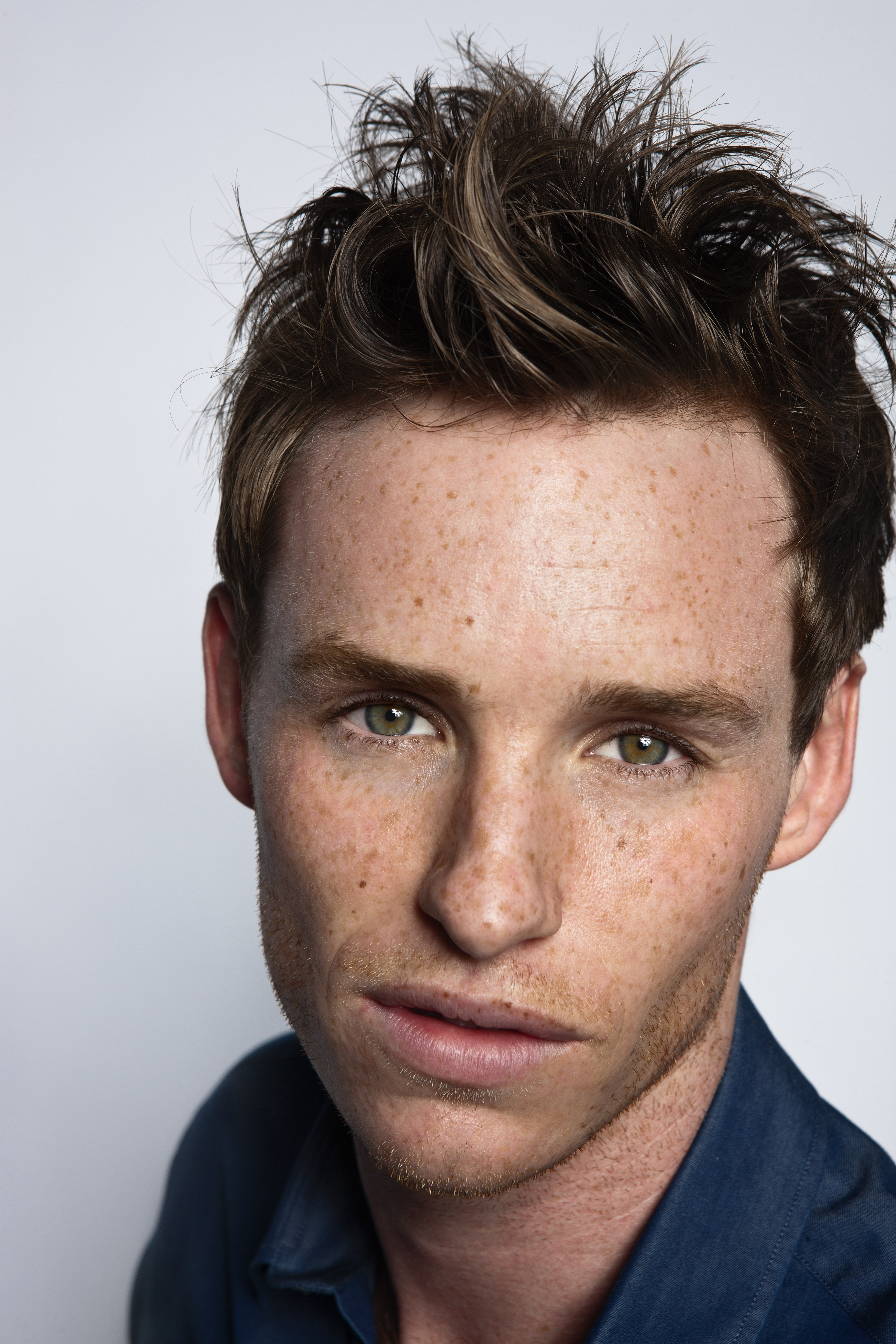
Nejlepší herec Eddie Redmayne

- Birdman – Alejandro G. Iñárritu, John Lesher a James W. Skotchdopole
  - Americký sniper – Clint Eastwood, Robert Lorenz, Andrew Lazar, Bradley Cooper a Peter Morgan
  - Chlapectví – Richard Linklaterand, Cathleen Sutherland
  - Grandhotel Budapešť – Wes Anderson, Scott Rudin, Steven Rales a Jeremy Dawson
  - Kód Enigmy – Nora Grossman, Ido Ostrowsky a Teddy Schwarzman
  - Selma – Christian Colson, Oprah Winfreyová, Dede Gardner a Jeremy Kleiner
  - Teorie všeho – Tim Bevan, Eric Fellner, Lisa Bruce a Anthony McCarten
  - Whiplash – Jason Blum, Helen Estabrook a David Lancaster

### Nejlepší režie
- Alejandro G. Iñárritu – Birdman 
  - Wes Anderson – Grandhotel Budapešť
  - Richard Linklater – Chlapectví
  - Bennett Miller – Hon na lišku
  - Morten Tyldum – Kód Enigmy

### Nejlepší herec

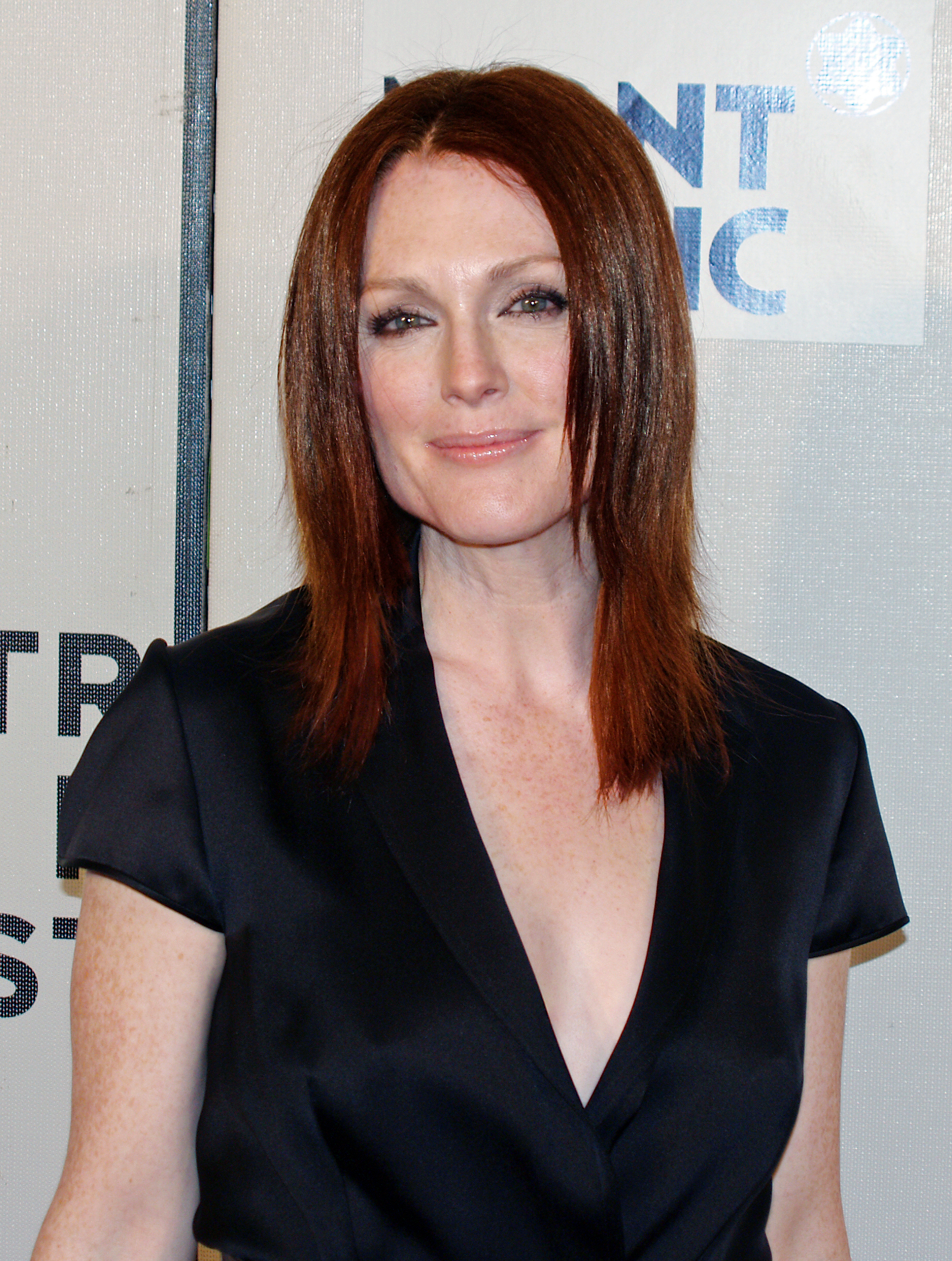
Nejlepší herečka Julianne Moore

- Eddie Redmayne – Teorie všeho jako Stephen Hawking
  - Steve Carell – Hon na lišku jako John Eleuthère du Pont
  - Bradley Cooper – Americký sniper jako Chris Kyle
  - Benedict Cumberbatch – Kód Enigmy jako Alan Turing
  - Michael Keaton – Birdman jako Riggan Thomson/Birdman

### Nejlepší herečka
- Julianne Moore – Pořád jsem to já jako Dr. Alice Howland
  - Marion Cotillard – Dva dny, jedna noc jako Sandra Bya
  - Felicity Jones – Teorie všeho Jane Wilde Hawking
  - Rosamund Pikeová – Zmizelá jako Amy Elliott-Dunne
  - Reese Witherspoonová – Divočina jako Cheryl Strayed

### Nejlepší herec ve vedlejší roli

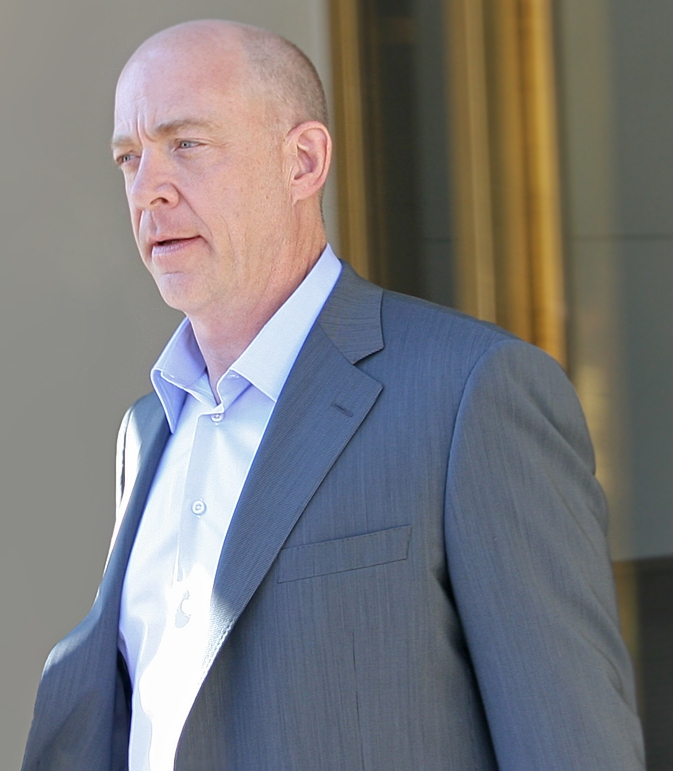
Nejlepší herec ve vedlejší roli J. K. Simmons

- J. K. Simmons – Whiplash jako Terence Fletcher
  - Robert Duvall – Soudce jako soudce Joseph Palmer
  - Ethan Hawke – Chlapectví jako Mason Evans starší
  - Edward Norton – Birdman jako Mike Shiner
  - Mark Ruffalo – Hon na lišku jako Dave Schultz

### Nejlepší herečka ve vedlejší roli

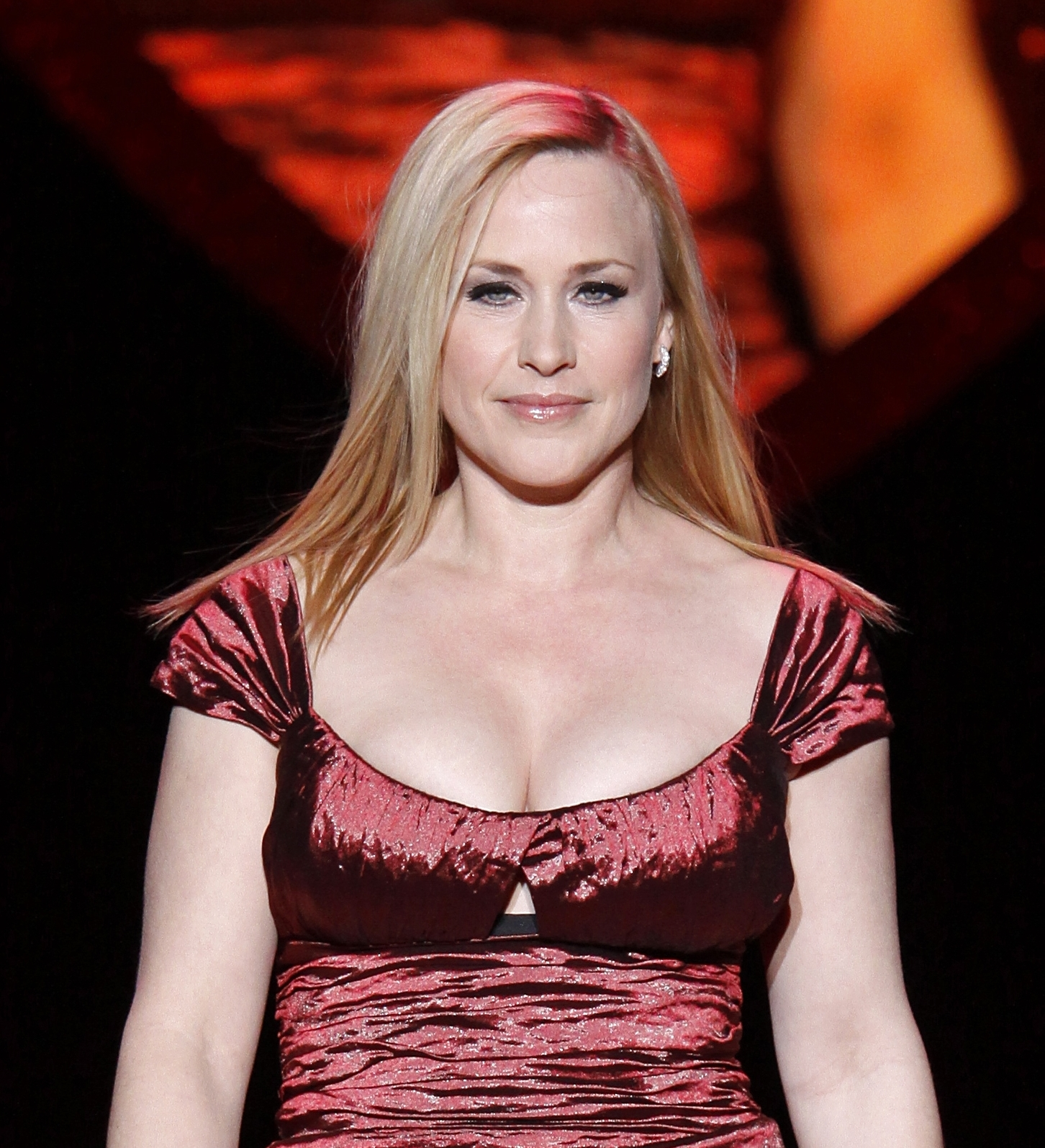
Nejlepší herečka ve vedlejší roli Patricia Arquette

- Patricia Arquette – Chlapectví jako Olivia Evans
  - Laura Dernová – Divočina jako Barbara „Bobbi“ Grey
  - Keira Knightley – Kód Enigmy jako Joan Clarke
  - Emma Stoneová – Birdman jako Sam Thomson
  - Meryl Streepová – Čarovný les jako Čarodějnice

### Nejlepší původní scénář
- Birdman – Alejandro G. Iñárritu, Nicolás Giacobone, Alexander Dinelaris, Jr. a Armando Bó, Jr.
  - Chlapectví – Richard Linklater
  - Hon na lišku – E. Max Frye a Dan Futterman
  - Grandhotel Budapešť – Wes Anderson a Hugo Guinness
  - Slídil – Dan Gilroy

### Nejlepší adaptovaný scénář
- Kód Enigmy – Graham Moore
  - Americký sniper – Jason Hall
  - Skrytá vada – Paul Thomas Anderson
  - Teorie všeho – Anthony McCarten
  - Whiplash – Damien Chazelle

### Nejlepší animovaný film
- Velká šestka – Don Hall, Chris Williams a Roy Conli
  - Škatuláci – Anthony Stacchi, Graham Annable a Travis Knight
  - Jak vycvičit draka 2 – Dean DeBlois a Bonnie Arnold
  - Píseň moře – Tomm Moore a Paul Young
  - Příběh o princezně Kaguje – Isao Takahata a Yoshiaki Nishimura

### Nejlepší cizojazyčný film
- Ida (Polsko) v polštině – Paweł Pawlikowski
  - Leviatan (Rusko) v ruštině – Andrej Zvjagincev
  - Mandarinky (Estonsko) v estonštině a ruštině – Zaza Urushadze
  - Timbuktu (Mauritánie) ve francouzštině  – Abderrahmane Sissako
  - Divoké historky (Argentina) ve španělštině  – Damián Szifrón

### Nejlepší celovečerní dokumentární film
- Citizenfour – Laura Poitras, Mathilde Bonnefoy a Dirk Wilutzky
  - Hledání Vivian Maier – John Maloof a Charlie Siskel
  - Poslední dny ve Vietnamu – Rory Kennedy a Keven McAlester
  - Sůl země – Wim Wenders, Lélia Wanick Salgado a David Rosier
  - Virunga – Orlando von Einsiedel a Joanna Natasegara

### Nejlepší krátký dokumentární film
- Crisis Hotline: Veterans Press 1 – Ellen Goosenberg Kent a Dana Perry
  - Joanna – Aneta Kopacz
  - Naše prokletí – Tomasz Śliwiński a Maciej Ślesicki
  - The Reaper – Gabriel Serra Arguello
  - Bílá země – J. Christian Jensen

### Nejlepší krátkometrážní hraný film
- Telefonát – Mat Kirkby a James Lucas
  - Aya – Oded Binnun a Mihal Brezis
  - Boogaloo a Graham – Michael Lennox a Ronan Blaney
  - Lampa – Hu Wei a Julien Féret
  - Parvaneh – Talkhon Hamzavi a Stefan Eichenberger

### Nejlepší krátký animovaný film
- Feast – Patrick Osborne a Kristina Reed
  - Širší perspektiva – Daisy Jacobs a Christopher Hees
  - The Dam Keeper – Robert Kondo a Daisuke Tsutsumi
  - Já a moje kolo – Torill Kove
  - A Single Life – Joris Oprins

### Nejlepší hudba
- Grandhotel Budapešť – Alexandre Desplat
  - Kód Enigmy – Alexandre Desplat
  - Interstellar – Hans Zimmer
  - Mr. Turner – Gary Yershon
  - Teorie všeho – Jóhann Jóhannsson

### Nejlepší píseň
- „Glory“ – Selma – hudba a text: John Legend a Common
  - „Everything Is Awesome“ – LEGO příběh - hudba a text: Shawn Patterson
  - „Grateful“ – Beyond the Lights  – hudba a text: Diane Warren
  - „I'm Not Gonna Miss You“ – Glen Campbell: I'll Be Me – hudba a text: Glen Campbell a Julian Raymond
  - „Lost Stars“ – Love Song – hudba a text: Gregg Alexander a Danielle Brisebois

### Nejlepší střih zvuku
- Americký sniper – Alan Robert Murray a Bub Asman
  - Birdman – Martin Hernández a Aaron Glascock
  - Hobit: Bitva pěti armád – Brent Burge a Jason Canovas
  - Interstellar – Richard King
  - Nezlomný – Becky Sullivan a Andrew DeCristofaro

### Nejlepší zvuk
- Whiplash – Craig Mann, Ben Wilkins a Thomas Curley
  - Americký sniper – John Reitz, Gregg Rudloff a Walt Martin
  - Birdman – Jon Taylor, Frank A. Montaño a Thomas Varga
  - Interstellar – Gary A. Rizzo, Gregg Landaker a Mark Weingarten
  - Nezlomný – Jon Taylor, Frank A. Montaño a David Lee

### Nejlepší výprava
- Grandhotel Budapešť – vedoucí výpravy: Adam Stockhausen, dekorace: Anna Pinnock
  - Kód Enigmy – vedoucí výpravy: Maria Djurkovic, dekorace: Tatiana Macdonald
  - Interstellar – vedoucí výpravy: Nathan Crowley, dekorace: Gary Fettis
  - Čarovný les  – vedoucí výpravy: Dennis Gassner, dekorace: Anna Pinnock 
  - Mr. Turner – vedoucí výpravy: Suzie Davies, dekorace: Charlotte Watts

### Nejlepší kamera
- Birdman – Emmanuel Lubezki
  - Grandhotel Budapešť – Robert Yeoman
  - Ida – Łukasz Żal a Ryszard Lenczewski
  - Mr. Turner – Dick Pope
  - Nezlomný – Roger Deakins

### Nejlepší masky
- Grandhotel Budapešť – Frances Hannon a Mark Coulier
  - Hon na lišku – Bill Corso a Dennis Liddiard
  - Strážci Galaxie – Elizabeth Yianni-Georgiou a David White

### Nejlepší kostýmy
- Grandhotel Budapešť – Milena Canonero
  - Skrytá vada – Mark Bridges
  - Čarovný les – Colleen Atwood
  - Zloba - Královna černé magie – Anna B. Sheppard
  - Mr. Turner – Jacqueline Durran

### Nejlepší střih
- Whiplash – Tom Cross
  - Americký sniper – Joel Cox a Gary D. Roach
  - Chlapectví – Sandra Adair
  - Grandhotel Budapešť – Barney Pilling
  - Kód Enigmy – William Goldenberg

### Nejlepší vizuální efekty
- Interstellar – Paul Franklin, Andrew Lockley, Ian Hunter Scott Fisher
  - Captain America: Návrat prvního Avengera – Dan DeLeeuw, Russell Earl, Bryan Grill a Dan Sudick
  - Úsvit planety opic – Joe Letteri, Dan Lemmon, Daniel Barrett a Erik Winquist
  - Strážci Galaxie – Stephane Ceretti, Nicolas Aithadi, Jonathan Fawkner a Paul Corbould
  - X-Men: Budoucí minulost – Richard Stammers, Lou Pecora, Tim Crosbie a Cameron Waldbauer

### Honory Academy Awards
Šesté předávání Governors Award se konalo 8. listopadu 2014 a byly předány ceny:

#### Academy Honorary Award
- Jean-Claude Carrière
- Hajao Mijazaki
- Maureen O'Hara

### Jean Hersholt Humanitarian Award
- Harry Belafonte